# Otakar Brousek
Otakar Brousek, né le 28 septembre 1924 à Krhanice (Tchécoslovaquie) – mort à Prague (République tchèque) le 14 mars 2014 , est un acteur tchécoslovaque puis tchèque.

## Biographie
Contre la volonté de ses parents qui désiraient qu'il étudie la médecine, Otakar Brousek voulait étudier l'art dramatique au Conservatoire de Prague. Pendant la Seconde Guerre mondiale, les universités ayant été fermées sur ordre des nazis, il doit travailler tout en jouant au théâtre amateur. Après la guerre, il est engagé dans la troupe du théâtre de Kladno. En 1946, il se produit au Théâtre national de Prague. De 1959 à 1990, il joue régulièrement au théâtre de Vinohrady.
Parallèlement à sa carrière théâtrale, Brousek joue régulièrement dans des films. Depuis ses débuts en 1949, il a joué dans plus de 60 productions tchèques et quelques films français, dont L'Affaire Dreyfus. Il a également œuvré comme acteur de doublage en tchèque. Il a notamment prêté sa voix à Albus Dumbledore, un personnage de la série de films Harry Potter.
Sa seconde femme fut Luka Rubaničová, une danseuse du Théâtre national de Prague. Ils n’ont pas eu d’enfants. Il a eu deux enfants avec sa première femme , l'acteur Otakar Brousek junior (cs) et Jaroslava Brousková. Son petit-fils est l'acteur et compositeur Ondřej Brousek (de).

## Filmographie partielle
- 1995 : L'Affaire Dreyfus (téléfilm)